# Biko (cheval)
Biko (né en 1984, mort le 29 janvier 2014) est un Pur-sang monté par le cavalier Américain Karen O'Connor au niveau international dans le concours complet. Il mesure 1,80 m.

## Histoire
Biko a été acheté à 3 ans par William Micklem à Wexford, en Irlande. Il parle de ce cheval à O'Connor, qui l'acquiert à 5 ans. Elle découvre une monture talentueuse, avec une grande capacité à raccourcir ou allonger sa foulée, beaucoup de force et de grâce, et un très beau mouvement. My Hansel, sa mère, est une petite jument issue des meilleures lignées de chevaux de chasse britanniques. Beau Charmeur, son père, est un étalon français.
Biko fait les jeux olympiques de 1996 avec l'équipe américaine, mais son cavalier s'est cassé le pouce quelques jours plus tôt, ce qui rend l'épreuve difficile, en particulier sur le cross-country. Cependant, ils contribuent à la médaille d'argent par équipe des États-Unis. Plus tard, il fait partie de l'équipe américaine aux Jeux équestres mondiaux de 1994, où il a termine individuellement à la 11e place.
Biko est le premier des dix chevaux américains du siècle, et a remporté le prix du Cheval du Siècle de l'USCTA (maintenant USEA). Avec O'Connor, il représente ce le pays à de multiples reprises, y compris aux Jeux Olympiques d'été de 1996. Il participe avec succès au Badminton Horse Trials et au Rolex Kentucky.
Le hongre prend sa retraite en 1999, à 15 ans, après avoir abîmé ses deux tendons d'Achille au Burghley Horse Trials. Une cérémonie a lieu en 2001 au Rolex Kentucky.
Biko est euthanasié le 29 janvier 2014 à la propriété de O'Connor Les Plaines, en Virginie.

## Palmarès
1999
- 12e au CCI**** de Badminton

1998
- 5e au Rolex Kentucky

1997
- 55e au CCI**** de Badminton

1996
- Médaille d'argent par équipe aux Jeux olympiques d'Atlanta, 18e en individuel Individuel
- 2e au Rolex Kentucky

1995
- 3e à Badminton CCI****

1994
- 11e des Jeux équestres mondiaux de 1994